# Dichromat (Auge)
Dichromaten (griechisch di-, „doppel-“ und chroma, „Farbe“) sind Lebewesen, die zwei verschiedene Arten von Zapfen (Farbrezeptoren) in der Netzhaut haben.
Während die meisten Wirbeltiere wie Vögel, Fische, Reptilien und Amphibien Tetrachromaten sind, sind die meisten Säugetiere Dichromaten (blau + grün).
Menschen besitzen im Allgemeinen drei Zapfentypen für rot, grün und blau und sind damit Trichromaten. Fällt einer dieser Zapfentypen erblich bedingt aus, werden die Betroffenen als Dichromaten bezeichnet. Je nachdem, welcher der drei Zapfentypen ausfällt, resultiert daraus eine Protanopie, Deuteranopie oder Tritanopie.